# Steve Wariner

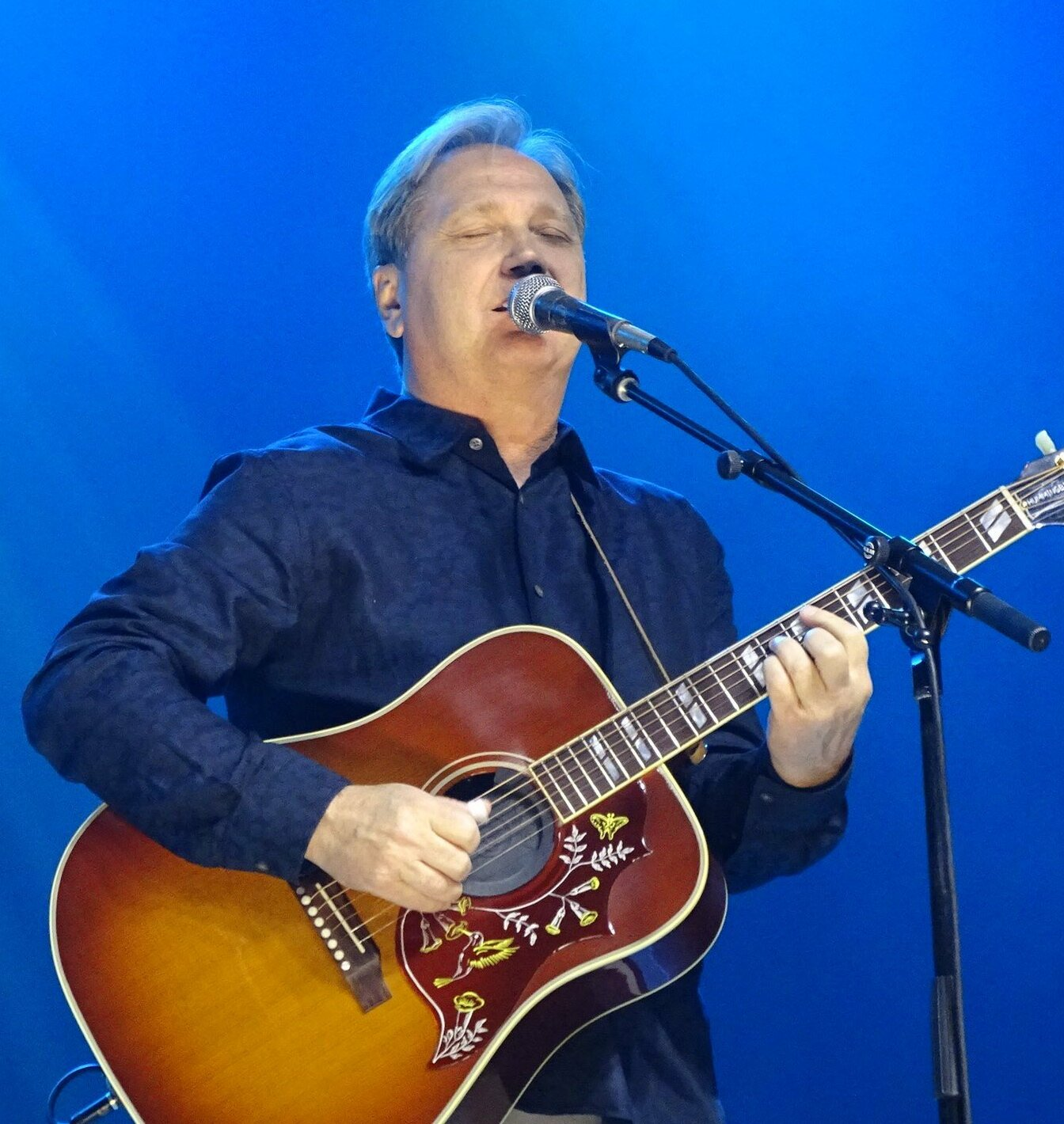
Steve Wariner, 2019

Steven Noel Wariner (* 25. Dezember 1954 in Noblesville, Indiana) ist ein US-amerikanischer Country-Musiker, Songwriter und Gitarrist.  Er war mit mehr als 50 Singles in den Billboard Country Charts vertreten, davon erreichten zehn Titel Platz eins. Er erhielt vier Grammy Awards und ist einer von sieben Gitarristen, die als Certified Guitar Player (CGP) von Chet Atkins ausgezeichnet wurden.

## Anfänge
Seine ersten musikalischen Erfahrungen sammelte Wariner in der Band seines Vaters. Stark beeinflusst von seinem Vorbild Chet Atkins entwickelte er sich zu einem virtuosen Gitarrenspieler. Mit 17 Jahren gründete er mit einigen Freunden eine Band. Es fehlte ein Sänger, und so übernahm er auch diesen Part. Bei einem Auftritt in einem Club in der Nähe von Indianapolis war Dottie West anwesend. Nach einem improvisierten gemeinsamen Duett bot sie ihm einen Platz als Bassist in ihrer Begleitband an. Wariner musste sich zwischen der Schule und der Musik entscheiden. Er wählte die Musik und brach die High School ein Jahr vor dem Abschluss ab.
Er blieb drei Jahre bei Dottie West und schloss sich dann Bob Luman an. In diesen Jahren begann er, Songs zu schreiben. Luman nahm einige seiner Stücke auf und erzielte mit Labor of Love eine Hitparadenplatzierung. RCA Records wurde auf den begabten Nachwuchsmusiker aufmerksam und nahm ihn 1977 unter Vertrag. Kurz darauf starb sein Mentor Bob Luman.

## Karriere
Seine ersten Singles erreichten die hinteren Plätze der Top-100. 1980 schaffte er es mit Your Memory erstmals in die Top 10, und ein Jahr später erreichte er mit All Roads Lead to You Platz 1 der Country-Charts. Die Singles wurden aus seinem ebenfalls 1981 erschienenen Debüt-Album Steve Wariner ausgekoppelt. Die nächsten Singles und Alben waren nicht sonderlich erfolgreich, und so wechselte Wariner Ende 1984 zu MCA Records.
Beim neuen Label schaffte er bereits im ersten Jahr drei Nummer-1-Hits in Folge. 1986 wurde mit Life's Highway das erste Album veröffentlicht, das überwiegend auf selbstgeschriebenen Songs beruhte. Weitere Top-Hits folgten, darunter 1987 das im Duett mit Glen Campbell gesungene That Hand that Rocks the Cradle, das den beiden eine Grammy-Nominierung einbrachte. Seine Erfolgssträhne hielt an. Bis in die frühen neunziger Jahre hinein erreichte er neunmal Platz 1 und mehrere Top-10-Platzierungen in den Country-Charts. Zusätzlich zu seinen musikalischen Aktivitäten hatte Wariner regelmäßig Fernsehauftritte.
1991 wechselte er zu Arista Records. Ein gemeinsames Auftreten mit Vince Gill, Mark O’Connor und Ricky Skaggs unter dem Namen New Nashville Cats brachte einen CMA Award und einen Grammy ein. Im gleichen Jahr starb seine frühere Förderin Dottie West. Steve Wariner sang bei ihrer Beerdigung Amazing Grace.
In der Folgezeit erreichten seine Platten einige Male wurden vordere Plätze, meist bewegten sich seine Singles aber in der unteren Hälfte der Top-100. 1996 produzierte er ein rein instrumentales Album mit dem Titel No More Mr. Nice Guy, bei dem zahlreiche Freunde und Kollegen mitwirkten, unter anderem Chet Atkins, Vince Gill, Bryan White, Béla Fleck, Leo Kottke und Lee Roy Parnell. Im gleichen Jahr wurde er Mitglied der Grand Ole Opry. Wariner machte sich auch als Songwriter einen Namen, sein Longneck Bottle wurde 1997 ein Nr.-1-Hit für Kollege Garth Brooks.
Ein weiterer Karrierehöhepunkt begann für Wariner im Frühjahr 1998. Jetzt bei Capitol Records unter Vertrag, erreichte seine traurige Ballade Holes in the Floor of Heaven Platz 2 der Charts und wurde mit zwei CMA-Awards als Single of the Year und Song of the Year ausgezeichnet. What If I Said, sein Duett mit Anita Cochran konnte sich sogar auf Nr. 1 platzieren. In der Folgezeit hatte er weitere Hits, am erfolgreichsten waren 1999 Two Teardrops (Platz 2) und I'm Already Taken, ein Re-Release eines bereits 1978 veröffentlichten Titels.
2003 gründete er sein eigenes Label, Selectone Records. Sein erstes Album bei diesem Label war Steal Another Day, gefolgt 2005 von The Real Life. 2008 wurde er in den Music City Walk of Fame in Nashville und 2011 in die Kentucky Music Hall of Fame aufgenommen.

## Diskografie

### Alben
| Jahr | Titel                           | Höchstplatzierung, Gesamtwochen, AuszeichnungChartplatzierungen (Jahr, Titel, Platzierungen, Wochen, Auszeichnungen, Anmerkungen) | Höchstplatzierung, Gesamtwochen, AuszeichnungChartplatzierungen (Jahr, Titel, Platzierungen, Wochen, Auszeichnungen, Anmerkungen) | Anmerkungen |
| Jahr | Titel                           | US | Country | Anmerkungen |
| ---- | ------------------------------- | --- | --- | ----------- |
| 1982 | Steve Wariner                   | — | Country35 (15 Wo.)Country |             |
| 1983 | Midnight Fire                   | — | Country39 (27 Wo.)Country |             |
| 1985 | One Good Night Deserves Another | — | Country20 (42 Wo.)Country |             |
| 1985 | Life’s Highway                  | — | Country22 (44 Wo.)Country |             |
| 1987 | It’s a Crazy World              | — | Country30 (31 Wo.)Country |             |
| 1988 | I Should Be with You            | — | Country20 (36 Wo.)Country |             |
| 1989 | I Got Dreams                    | — | Country32 (46 Wo.)Country |             |
| 1990 | Laredo                          | — | Country20 (24 Wo.)Country |             |
| 1990 | Christmas Memories              | — | Country71 (1 Wo.)Country |             |
| 1991 | I Am Ready                      | US180 Gold · (7 Wo.)US | Country28 (55 Wo.)Country |             |
| 1993 | Drive                           | — | Country51 (10 Wo.)Country |             |
| 1998 | Burnin’ the Roadhouse Down      | US41 Gold · (15 Wo.)US | Country6 (70 Wo.)Country |             |
| 1999 | Two Teardrops                   | US35 Gold · (12 Wo.)US | Country6 (44 Wo.)Country |             |
| 2000 | Faith in You                    | — | Country31 (21 Wo.)Country |             |
| 2003 | Steal Another Day               | — | Country31 (5 Wo.)Country |             |
| 2013 | It Ain’t All Bad                | — | Country74 (1 Wo.)Country |             |

Weitere Veröffentlichungen
- 1996: No More Mr. Nice Guy
- 2005: This Real Life
- 2009: My Tribute to Chet Atkins
- 2010: Guitar Christmas
- 2011: Guitar Laboratory
- 2016: All Over the Map

### Kompilationen
| Jahr | Titel         | Höchstplatzierung, Gesamtwochen, AuszeichnungChartplatzierungen (Jahr, Titel, Platzierungen, Wochen, Auszeichnungen, Anmerkungen) | Höchstplatzierung, Gesamtwochen, AuszeichnungChartplatzierungen (Jahr, Titel, Platzierungen, Wochen, Auszeichnungen, Anmerkungen) | Anmerkungen |
| Jahr | Titel         | US | Country | Anmerkungen |
| ---- | ------------- | --- | --- | ----------- |
| 1987 | Greatest Hits | — | Country25 (27 Wo.)Country |             |

Weitere Veröffentlichungen
- 1985: Greatest Hits
- 1986: Down in Tennessee
- 1990: Greatest Hits Vol. 2
- 1998: Super Hits
- 1998: The Hits
- 2000: Ultimate Collection
- 2003: The Hits Collection

### Singles
| Jahr | Titel Album                                                         | Höchstplatzierung, Gesamtwochen, AuszeichnungChartplatzierungen (Jahr, Titel, Album, Platzierungen, Wochen, Auszeichnungen, Anmerkungen) | Höchstplatzierung, Gesamtwochen, AuszeichnungChartplatzierungen (Jahr, Titel, Album, Platzierungen, Wochen, Auszeichnungen, Anmerkungen) | Anmerkungen           |
| Jahr | Titel Album                                                         | US | Country | Anmerkungen           |
| ---- | ------------------------------------------------------------------- | --- | --- | --------------------- |
| 1978 | I’m Already Taken                                                   | — | Country63 (7 Wo.)Country |                       |
| 1978 | So Sad (To Watch Good Love Go Bad)                                  | — | Country76 (3 Wo.)Country |                       |
| 1978 | Marie                                                               | — | Country94 (2 Wo.)Country |                       |
| 1979 | Beside Me                                                           | — | Country60 (7 Wo.)Country |                       |
| 1979 | Forget Me Not                                                       | — | Country49 (10 Wo.)Country | B-Seite von Beside Me |
| 1980 | The Easy Part’s Over                                                | — | Country41 (10 Wo.)Country |                       |
| 1980 | Your Memory Steve Wariner                                           | — | Country7 (17 Wo.)Country |                       |
| 1981 | By Now Steve Wariner                                                | — | Country6 (18 Wo.)Country |                       |
| 1981 | All Roads Lead To You Steve Wariner                                 | — | Country1 (18 Wo.)Country |                       |
| 1982 | Kansas City Lights Steve Wariner                                    | — | Country15 (18 Wo.)Country |                       |
| 1982 | Don’t It Break Your Heart Steve Wariner                             | — | Country30 (11 Wo.)Country |                       |
| 1982 | Don’t Plan On Sleeping Tonight Steve Wariner                        | — | Country27 (17 Wo.)Country |                       |
| 1983 | Don’t Your Mem’ry Ever Sleep at Night Midnight Fire                 | — | Country23 (13 Wo.)Country |                       |
| 1983 | Midnight Fire                                                       | — | Country5 (18 Wo.)Country |                       |
| 1983 | Lonely Women Make Good Lovers Midnight Fire                         | — | Country4 (20 Wo.)Country |                       |
| 1984 | Why Goodbye Midnight Fire                                           | — | Country12 (18 Wo.)Country |                       |
| 1984 | Don’t You Give Up on Love Midnight Fire                             | — | Country49 (10 Wo.)Country |                       |
| 1984 | What I Didn’t Do One Good Night Deserves Another                    | — | Country49 (25 Wo.)Country |                       |
| 1985 | Heart Trouble One Good Night Deserves Another                       | — | Country8 (20 Wo.)Country |                       |
| 1985 | Some Fools Never Learn One Good Night Deserves Another              | — | Country1 (22 Wo.)Country |                       |
| 1985 | You Can Dream of Me Life’s Highway                                  | — | Country1 (22 Wo.)Country |                       |
| 1986 | Life’s Highway                                                      | — | Country1 (24 Wo.)Country |                       |
| 1986 | Starting Over Again Life’s Highway                                  | — | Country4 (19 Wo.)Country |                       |
| 1986 | Small Town Girl It’s a Crazy World                                  | — | Country1 (24 Wo.)Country |                       |
| 1987 | The Weekend It’s a Crazy World                                      | — | Country1 (23 Wo.)Country |                       |
| 1987 | Lynda It’s a Crazy World                                            | — | Country1 (23 Wo.)Country |                       |
| 1988 | Baby I’m Yours I Should Be with You                                 | — | Country4 (18 Wo.)Country |                       |
| 1988 | I Should Be With You I Should Be with You                           | — | Country2 (21 Wo.)Country |                       |
| 1988 | Hold On (A Little Stronger) I Should Be with You                    | — | Country6 (24 Wo.)Country |                       |
| 1989 | Where Did I Go Wrong I Got Dreams                                   | — | Country1 (22 Wo.)Country |                       |
| 1989 | I Got Dreams                                                        | — | Country1 (21 Wo.)Country |                       |
| 1989 | When I Could Come Home To You I Got Dreams                          | — | Country5 (26 Wo.)Country |                       |
| 1990 | The Domino Theory Laredo                                            | — | Country7 (24 Wo.)Country |                       |
| 1990 | Precious Thing Laredo                                               | — | Country8 (20 Wo.)Country |                       |
| 1990 | There For Awhile Laredo                                             | — | Country17 (20 Wo.)Country |                       |
| 1991 | Leave Him Out of This I Am Ready                                    | — | Country6 (20 Wo.)Country |                       |
| 1992 | The Tips of My Fingers I Am Ready                                   | — | Country3 (20 Wo.)Country |                       |
| 1992 | A Woman Loves I Am Ready                                            | — | Country9 (20 Wo.)Country |                       |
| 1992 | Crash Course in the Blues I Am Ready                                | — | Country32 (15 Wo.)Country |                       |
| 1993 | Like a River to the Sea I Am Ready                                  | — | Country30 (14 Wo.)Country |                       |
| 1993 | If I Didn’t Love You Drive                                          | — | Country8 (20 Wo.)Country |                       |
| 1993 | Drivin’ and Cryin’ Drive                                            | — | Country8 (18 Wo.)Country |                       |
| 1994 | It Won’t Be Over You Drive                                          | — | Country18 (20 Wo.)Country |                       |
| 1994 | Drive                                                               | — | Country63 (4 Wo.)Country |                       |
| 1995 | Get Back Come Together: America Salutes The Beatles                 | — | Country72 (3 Wo.)Country |                       |
| 1998 | Holes in the Floor of Heaven Burnin’ the Roadhouse Down             | — | Country2 (21 Wo.)Country |                       |
| 1998 | Road Trippin’ Burnin’ the Roadhouse Down                            | — | Country55 (4 Wo.)Country |                       |
| 1998 | Burnin’ the Roadhouse Down                                          | — | Country26 (20 Wo.)Country | mit Garth Brooks      |
| 1998 | Every Little Whisper Burnin’ the Roadhouse Down                     | — | Country36 (20 Wo.)Country |                       |
| 1999 | Two Teardrops                                                       | US30 (20 Wo.)US | Country2 (24 Wo.)Country |                       |
| 1999 | I’m Already Taken Two Teardrops                                     | US42 (14 Wo.)US | Country3 (25 Wo.)Country | Re-Release            |
| 2000 | Faith in You                                                        | — | Country30 (19 Wo.)Country |                       |
| 2000 | Katie Wants a Fast One Faith in You                                 | — | Country22 (20 Wo.)Country | mit Garth Brooks      |
| 2000 | Christmas in Your Arms Shimmy Down the Chimney: A Country Christmas | — | Country65 (3 Wo.)Country |                       |
| 2003 | Snowfall on the Sand Steal Another Day                              | — | Country52 (6 Wo.)Country |                       |
| 2003 | I’m Your Man Steal Another Day                                      | — | Country58 (1 Wo.)Country |                       |

### Gastbeiträge
| Jahr | Titel Album                                                        | Höchstplatzierung, Gesamtwochen, AuszeichnungChartplatzierungen (Jahr, Titel, Album, Platzierungen, Wochen, Auszeichnungen, Anmerkungen) | Höchstplatzierung, Gesamtwochen, AuszeichnungChartplatzierungen (Jahr, Titel, Album, Platzierungen, Wochen, Auszeichnungen, Anmerkungen) | Anmerkungen                                  |
| Jahr | Titel Album                                                        | US | Country | Anmerkungen                                  |
| ---- | ------------------------------------------------------------------ | --- | --- | -------------------------------------------- |
| 1986 | That’s How You Know When Love’s Right Rose of My Heart             | — | Country9 (23 Wo.)Country | mit Nicolette Larson                         |
| 1987 | The Hand That Rocks the Cradle Still Within the Sound of My Voice  | — | Country6 (28 Wo.)Country | mit Glen Campbell                            |
| 1991 | Restless The New Nashville Cats                                    | — | Country25 (20 Wo.)Country | mit Mark O’Connor, Ricky Skaggs & Vince Gill |
| 1991 | Now It Belongs to You The New Nashville Cats                       | — | Country25 (3 Wo.)Country | mit Mark O’Connor, Ricky Skaggs & Vince Gill |
| 1994 | Workin’ Man’s Blues Mama’s Hungry Eyes: A Tribute to Merle Haggard | — | Country48 (… Wo.)Country | mit Jed Zeppelin                             |
| 1997 | What If I Said Back to You                                         | US59 (15 Wo.)US | Country1 (23 Wo.)Country | mit Anita Cochran                            |
| 2000 | Been There D’lectrified                                            | US44 (20 Wo.)US | Country5 (22 Wo.)Country | mit Clint Black                              |